# Феоктистов, Константин Александрович
Константи́н Алекса́ндрович Феокти́стов (род. 24 марта 1981, Караганда, Казахская ССР) — российский режиссёр мультфильмов. Самый кассовый режиссер российской анимации. Автор десяти полнометражных анимационных фильмов. Первый  и пока единственный режиссер Российской  Федерации собравший в прокате более 1 миллиарда рублей за фильм "Три богатыря и Пуп Земли".

## Биография
Родился 24 марта 1981 года в Караганде, СССР.
В 1996 году закончил художественную школу, поступил в Тульское музыкальное училище им. А.С. Даргомыжского на специальность «живопись».
С 2001 года проживает в городе Санкт-Петербург.
С 2003 года работал на студии анимационного кино «Мельница» сначала художником-аниматором, затем раскадровщиком, а затем режиссёром. Написал одну серию мультипликационного сериала «Барбоскины» перед своим режиссёрским дебютом.
По словам Александра Боярского, он видел в нём талант как аниматора и режиссёра, и поэтому, с 2011 он делал большую ставку на него, и Феоктистов с этого момента участвовал как режиссёр большинства полнометражных картин студии, начиная с «Трёх богатырей на дальних берегах». Поскольку на тот момент у Феоктистова не было профильного образования как режиссёра анимации, на проекте ему помогала супервайзер проекта — Анна Фоменко.
В 2014 году окончил Санкт-Петербургский государственный университет кино и телевидения по специальности «Режиссер анимации и компьютерной графики».
После получения образования Феоктистов начал набивать руку как режиссёр. Первые четыре своих мультфильма он срежиссировал в одиночку, а в период с 2018 по 2021 режиссирует три мультфильма совместно с Дариной Шмидт, среди которых «Иван Царевич и Серый Волк 4», «Конь Юлий и большие скачки» и «Три богатыря и Конь на троне». Начниная с пятой части «Ивана Царевича», Феоктистов вновь режиссирует в одиночку.
В 2017 году Константин Александрович Феоктистов стал лауреатом премии Правительства Российской Федерации в области культуры за создание анимационного полнометражного фильма «Три богатыря. Ход конём».
В 2021, мультфильм «Иван Царевич и Серый Волк 4», снятый под режиссурой Феоктистова, стал лауреатом премии «Золотой орёл».

## Фильмография
| Год  | Фильм                                | Режиссёр  | Аниматор  | Раскадровщик | Сценарист |
| ---- | ------------------------------------ | --------- | --------- | ------------ | --------- |
| 2004 | Алёша Попович и Тугарин Змей         | —         | зелёная ✓ | —            | —         |
| 2006 | Добрыня Никитич и Змей Горыныч       | —         | зелёная ✓ | —            | —         |
| 2007 | Илья Муромец и Соловей-Разбойник     | —         | зелёная ✓ | зелёная ✓    | —         |
| 2010 | Три богатыря и Шамаханская царица    | —         | —         | зелёная ✓    | —         |
| 2011 | Иван Царевич и Серый Волк            | —         | —         | зелёная ✓    | —         |
| 2012 | Барбоскины. серия «Тайный поклонник» | —         | —         | —            | зелёная ✓ |
| 2012 | Три богатыря на дальних берегах      | зелёная ✓ | —         | —            | —         |
| 2013 | Иван Царевич и Серый Волк 2          | —         | —         | зелёная ✓    | —         |
| 2014 | Три богатыря. Ход конём              | зелёная ✓ | —         | зелёная ✓    | —         |
| 2016 | Три богатыря и морской царь          | зелёная ✓ | —         | зелёная ✓    | —         |
| 2017 | Урфин Джюс и его деревянные солдаты  | —         | —         | зелёная ✓    | —         |
| 2017 | Три богатыря и принцесса Египта      | зелёная ✓ | —         | зелёная ✓    | —         |
| 2018 | Царевны                              | зелёная ✓ | зелёная ✓ | —            | —         |
| 2018 | Три богатыря и наследница престола   | —         | зелёная ✓ | —            | —         |
| 2019 | Барбоскины                           | зелёная ✓ | зелёная ✓ | —            | —         |
| 2019 | Урфин Джюс возвращается              | —         | зелёная ✓ | —            | —         |
| 2019 | Иван Царевич и Серый волк 4          | зелёная ✓ | —         | —            | —         |
| 2020 | Конь Юлий и большие скачки           | зелёная ✓ | —         | —            | —         |
| 2021 | Три богатыря и Конь на троне         | зелёная ✓ | —         | —            | —         |
| 2022 | Иван Царевич и Серый Волк 5          | зелёная ✓ | —         | —            | —         |
| 2022 | Умка                                 | зелёная ✓ | —         | —            | зелёная ✓ |
| 2023 | Оранжевая корова. серия «Воланчик»   | зелёная ✓ | —         | —            | —         |
| 2023 | Три богатыря и Пуп Земли             | зелёная ✓ | —         | —            | —         |
| 2024 | Иван Царевич и Серый Волк 6          | зелёная ✓ | —         | —            | —         |

### Озвучивание
- 2017 — Три богатыря и принцесса Египта — второй разбойник
- 2022 — Иван Царевич и Серый Волк 5 — Порфирий
- 2024 — Три богатыря. Ни дня без подвига — Разбойник
- 2024 — Иван Царевич и Серый Волк 6 —  Рыжий Мужчина в Очках

## Награды
- Премия Правительства Российской Федерации 2017 года в области культуры (22 декабря 2017 года) — за создание создание анимационного полнометражного фильма «Три богатыря. Ход конём»[4].

### Три богатыря. Ход конём
- 2015 — Икар (кинопремия): лучший фильм в прокате.
- 2016 — Премия «Золотой орёл» за лучший анимационный фильм.

### Три богатыря и морской царь
- 31 мая 2017 — В Москве состоялось вручение первой российской индустриальной премии в области анимации и лицензирования «Мультимир».
- Полнометражка «Три богатыря и морской царь» принесла студии «Мельница» 3 звезды «Мультимира». И зрители и жюри назвали его «Лучшим российским полнометражным фильмом» года, а профессионалы отдали победу в номинации «Лучший герой российского анимационного фильма» коню Юлию.

### Три богатыря и принцесса Египта
- 2018 — «Мультимир»:
  - Приз жюри «Лучший российский анимационный полнометражный фильм»
  - Приз жюри «Лучшая 2D-графика российского анимационного фильма».

### Иван Царевич и Серый волк 4
- 17 марта 2020 — Икар (кинопремия): лучший фильм в прокате[5].